# Észak-Magyarország (napilap)
Az Észak-Magyarország Borsod-Abaúj-Zemplén megyei napilap, amely 2017 óta kormánypárti újsággá vált.

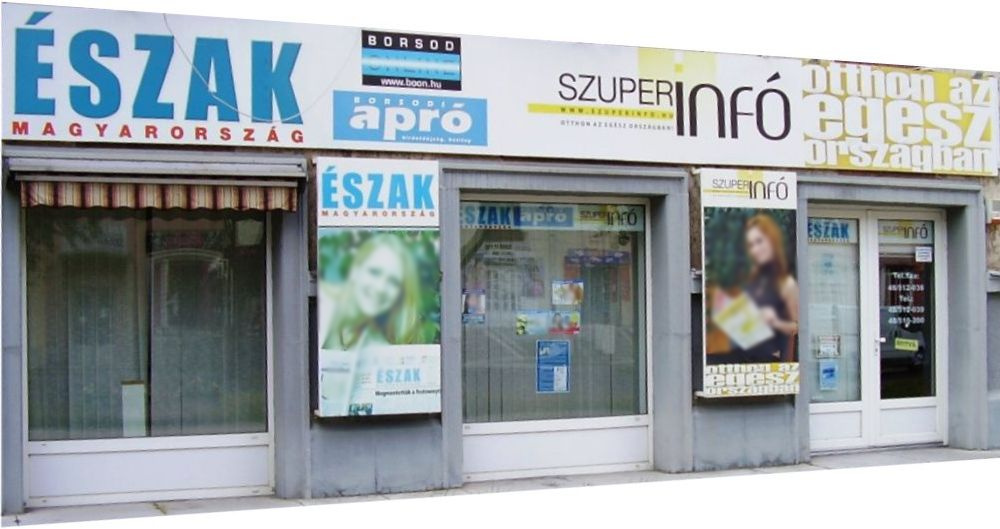
Az Észak-Magyarország regionális irodája Kazincbarcikán (2013 tavaszáig)

## Története

### Kezdetek
Az Észak-Magyarország a Felvidéki Népszava és a Szabad Magyarország jogutódja. A Felvidéki Népszava a Szociáldemokrata Párt, míg a Szabad Magyarország a Magyar Kommunista Párt újságja volt. Az utóbbi a szovjet csapatok Miskolcra bevonulását követően, 1944-ben jelent meg először. A két munkáspárt egyesülésekor a két lap is összeolvadt, s ettől kezdve lett a neve Észak-Magyarország.
Kezdetben a lap naponta jelent meg, kivéve az infláció éveit, amikor a papírhiány miatt időszakosan, csak heti háromszor. Megalakuláskor a lap mindössze kétoldalas (1 lap) volt, később négy, az ’50-es években hat, 1969-től nyolc oldalon jelent meg.
Az 1950-es években az Észak-Magyarország, hasonlóan a többi megyei laphoz, a központi lapokat másolta. Az „Észak” később a központi politikát, de annak helyi jellegét igyekezett hangsúlyozni. Mindemellett teret kaptak a helyi, megyei eseményekről való tudósítások, beszámolók is. A külpolitika részletes taglalása visszaszorult, helyette rövid nemzetközi összefoglalók kaptak helyet.

### Egyesülés aDéli Hírlappal
Az Észak-Magyarország – mint megyei lap – a sokoldalú igények miatt nem tudott megfelelően foglalkozni a Miskolcot érintő legfontosabb kérdésekkel, így a helyi lakosság kevés információt kapott a város életéről. Ezért 1969. szeptember 1-jén napvilágot látott a városi napilap Déli Hírlap néven. Ezzel Borsod-Abaúj-Zemplén volt az ország első olyan megyéje, ahol a rendszerváltozás után egyidejűleg két megyei napilap létezett. Ráadásul szűk egy esztendőn át, 1995-től egy harmadik napilapja is volt a térségnek, az ugyancsak Miskolcon megjelenő Új Észak.
Egy osztrák, vorarlbergi befektetői csoport 1991-ben megszerezte az Észak-Magyarország, a Kelet-Magyarország és a Hajdú-bihari Napló című megyei lapok tulajdonjogát. Ezek korábban az állampárt tulajdonában voltak, a megyei pártbizottság felügyelete alatt jelentek meg, majd az Antall-kormány idején versenytárgyaláson értékesítették őket.
A Déli Hírlap kezdetben – 1992-ig – az Esti Hírlaphoz hasonlóan kora délelőtt került az utcára, s naponta 20 ezer példányban kelt el. A Déli Hírlap a korai megjelenése miatt évtizedekig előfizetők nélkül létezett, a teljes példányszám a standokon és a rikkancsoknál kelt el. Később hajnalban jelent meg, előfizethetővé vált, és példányszáma 1997-ben meghaladta az Észak-Magyarországét. A lap vasárnap kivételével hétfőn nyolc-, a hét többi napján hatoldalas volt.
Az 54 százalékban a helyi önkormányzat tulajdonában lévő Déli Hírlap Kft. kiadó jogát 2002-ben, az Észak-Magyarországot már korábban megszerző Inform Média Kft. vásárolta meg. A két szerkesztőség összeköltözött, a terjesztés és hirdetésszervezés összeolvadt.

### Vasárnapi Észak
2000-től 2013-ig olvasható volt a Vasárnapi Észak, amely híreket és beszámolókat adott Borsod-Abaúj-Zemplén megye életéről, emellett bel- és külpolitikai eseményekről is tájékoztatott. Az Axel Springer kiadásában megjelenő igényes, izgalmas, olvasmányos lap a megyei napilap vasárnapi számaként jelent meg.
- ISSN 1586-2275

## Rovatok
| * Országban-világban - Megyei körkép - Aktuális - Gazdaság - Mikor, hová… ? - Multimédia - Szólástér - Sport - Hűségoldal - Miskolc - Sziréna - Autós/Utazás - Képriport | * Műsor - Interjú - Fókuszban… - Pályázat - Álláskereső - Egészségtár - Konyha - Gyógyír - Az Észak tippjei - Szolgáltatás - Napról napra - www.eszak.hu |

## Mellékletek
- Tv Plusz
- Sportélet
- 50 ifjú tehetség
- Városaink
- Településeink
- Maradj itthon!
- Iránytű
- Gazdasági iránytű
- Egy járásnyira

## Hűségprogram
Az Észak-Magyarország nagyszabású hűségprogramja 2009-ben kezdődött. A programhoz kapcsolódó hűségkártya felmutatásával a kártyabirtokos és családja a hűségprogramban részt vevő elfogadóhelyen, üzletben, szolgáltatónál kedvezménnyel vásárolhat. 2013 év végére közel 200-ra nőtt a kártyaelfogadó-helyek száma, olyan partnerek csatlakoztak a programhoz, amelyeknél napi gyakorisággal használható a hűségkártya. Az Észak-Magyarország a hűségkártyát kizárólag az egy éven túli, vagy éves szerződéssel rendelkező előfizetői számára bocsátotta ki.

## Főmunkatársak (2019)
- Csákó Attila – főszerkesztő
- Varga Zsolt - értékesítésfejlesztési vezető
- Maros Éva - regionális értékesítési vezető
- Kálmán Mária - terjesztési területfelelős csoportvezető[8]

## Elérhetőségek
- 3526 Miskolc, Zsolcai kapu 3.
- Postacím: 3501 Miskolc, Postafiók: 178.
- Telefon: 06/46/998-998
- Fax: +36-46-501-262
- E-mail: eszak@eszak.hu.